# Casteil
Casteil (em catalão Castell de Vernet) é um município francês situado no departamento dos Pirenéus Orientais e da região Languedoc-Roussillon. Pertence ao distrito e cantão de Prades, que em 2007 contava com 125 habitantes.
Seus habitantes recebem o gentílico de Casteillais em francês e Castellencs ou Castellaires em catalão.

## Geografia
- O povoado de Casteil está situado nos Pirenéus, no sopé do maciço de Canigou, no vale do Cady.
- O município faz parte do Parque Natural Regional dos Pirenéus Catalães.

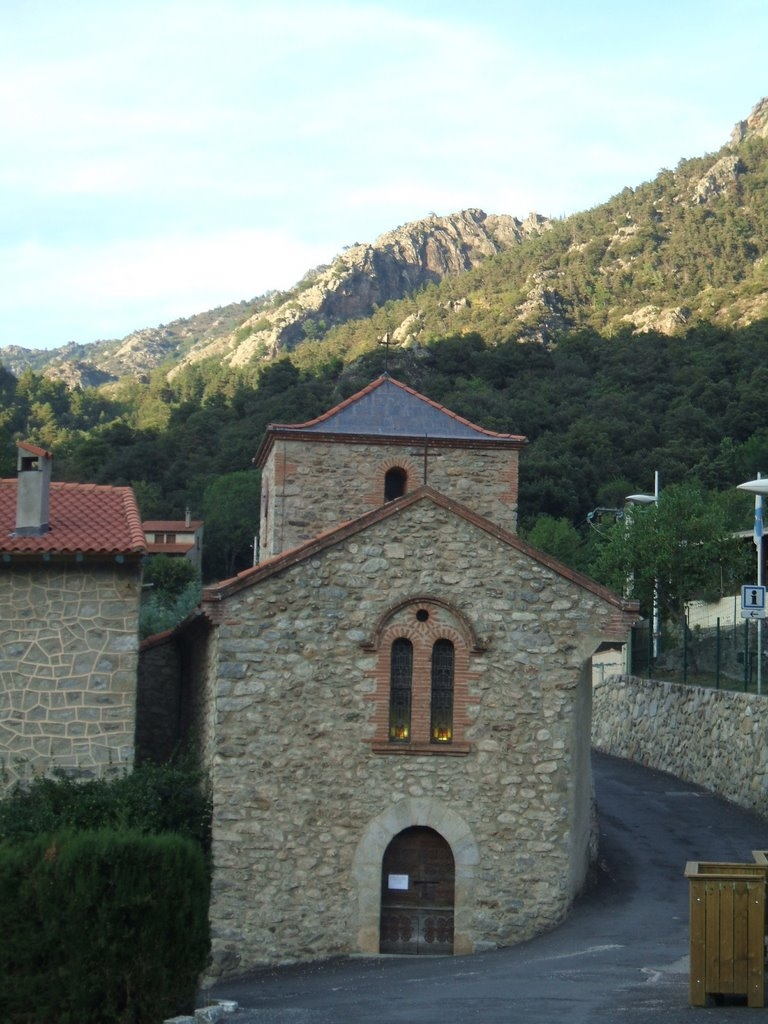
Fachada da igreja atual

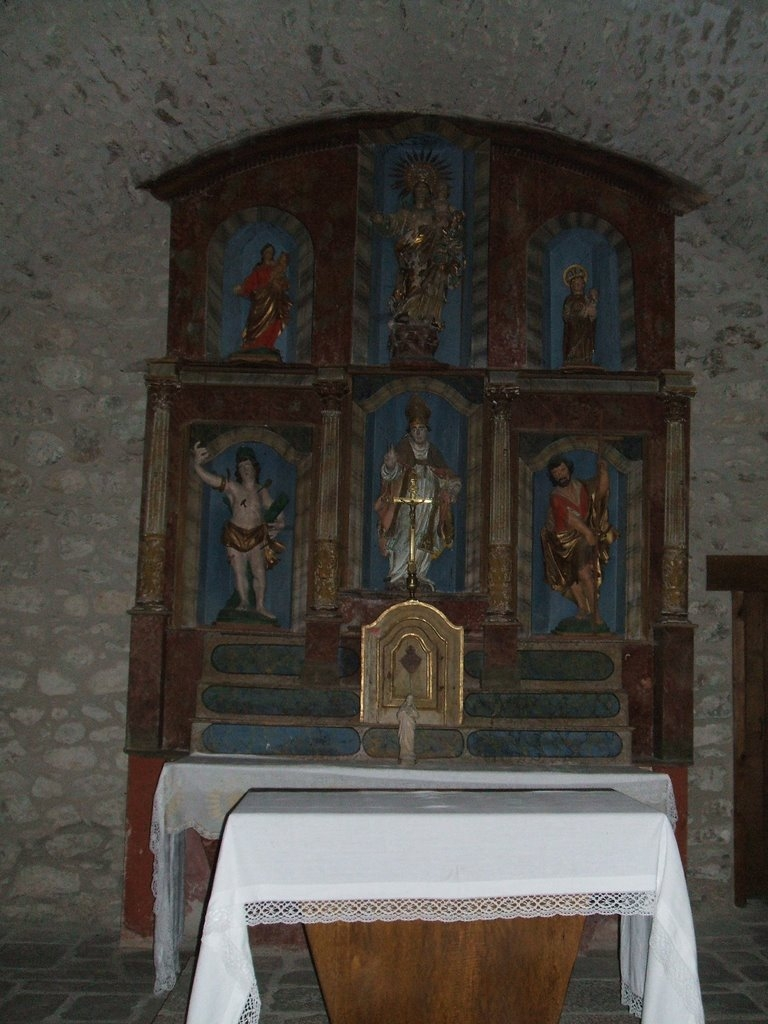
Retábulo do altar-mor

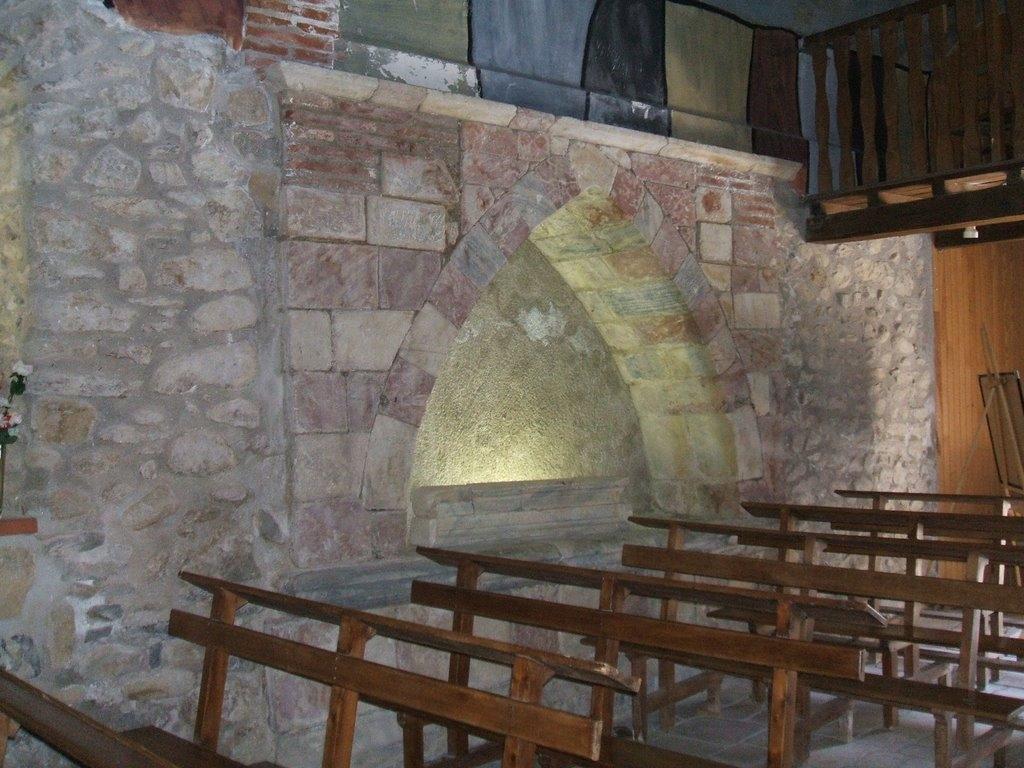
Mausoléu do conde Guifredo

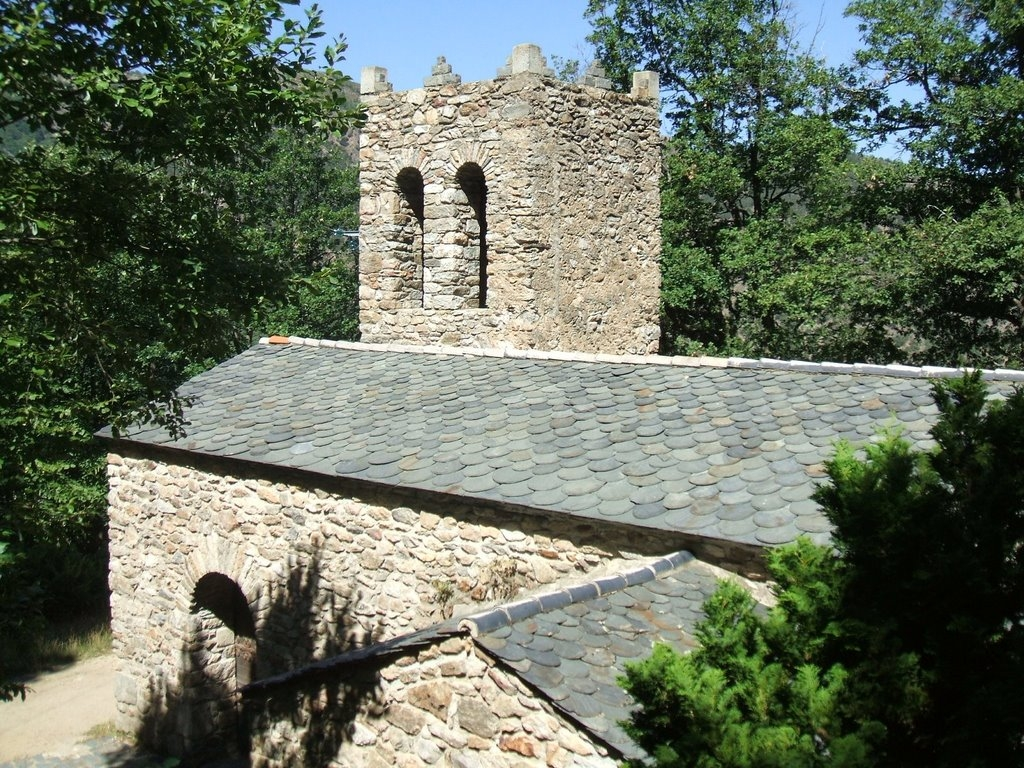
Saint-Martin-le-Vieux

## História
- Há relativamente poucas cosas a dizer sobre a história da localidade de Casteil propriamente dita. Foi dominada pelo castelo dos senhores de Vernet entre o século IX e o século XII, quando foi transferida para a sua atual localização no cume de Vernet-les-Bains. O topónimo "Casteil" provém da presença deste castelo senhorial, do qual não restam mais que alguns vestígios perto da igreja de Saint-Martin-le-Vieux.
- A comunidade dependeu da abadia de San Martín del Canigó juntamente com Vernet-les-Bains durante vários séculos.
- A localidade desenvolveu-se no sopé do castelo primitivo, em torno de um oratório criado no século XV e convertido em igreja paroquial no século XVIII, depois do abandono da igreja de Saint-Martin-le-Vieux.
- Hoje o município é bastante valorizado no verão, pois beneficia da sua situação entre  Canigou (para os aficionados das caminhadas) e a estância termal de Vernet-les-Bains. Há disponíveis várias casas para arrendar, além de um hotel-restaurante.

## Administração
De 2001 a 2008, o alcaide de Casteil foi Alain Margail.

## Lugares e monumentos
- O município é conhecido principalmente por ser a sede da abadia de San Martín del Canigó, que está localizado a aproximadamente de meia hora a uma hora de marcha por via pavimentada.
- Também é o ponto de partida de numerosas excursões nos maciços próximos (entre eles, evidentemente, o Canigou).
- Igreja paroquial Saint-Martin:
  - Situada no coração da localidade atual, era no principio um oratório aparentemente estabelecido no século XV. Ele se tornou uma paróquia depois do abandono de Saint-Martin-le-Vieux, em 1658. Esta citação menciona a igreja Sant Martí lo Vell, o que significa que a atual igreja paroquial já existia. Uma restauração empreendida recentemente permitiu realçar este edifício cheio de encanto.
  - A construção atual data dos séculos XVII e XVIII. Azulejada, comporta uma nave única com uma ábside em plano abobadado, dotada de uma capela lateral a norte. A torre do campanário foi elevada sobre o tramo do coro.
  - O antigo mausoléu do conde Guifredo, fundador da abadia de San Martín, foi transferido para o edifício durante a Revolução Francesa e foi integrado no muro sul da nave, para impedir a profanação da tumba em 1793. Construído em mármore rosa de Villefranche, o monumento compõe-se de um nicho coroado por um arco agudo. Data do século XIV. Dentro deste nicho depositou-se a inscrição funerária.
- Igreja Saint-Martin-le-Vieux (Sant Martí Vell)
  - A igreja está situada na estrada que liga Casteil à abadia de San Martín, perto do primitivo castelo dos senhores de Vernet. De estilo românico e antiga igreja paroquial da localidade, foi abandonada no século XVII sendo preterida pela igreja atual. Totalmente abandonado, o edifício, que colapsou, desapareceu quase totalmente debaixo da vegetação. Quando se decidiu restaurá-lo em 1978, só restavam os níveis inferiores do campanário e da igreja. Teve que se reconstruir quase o edifício na íntegra.
- Abadia de San Martín del Canigó

## Personalidades ligadas ao município
- Conde Guifredo, fundador da abadia de San Martín del Canigó.

## Demografia
| 1962 | 1968 | 1975 | 1982 | 1990 | 1999 | - | - | - |
| --- | ---- | ---- | ---- | ---- | ---- | - | - | - |
| 42 | 59   | 50   | 52   | 102  | 130  | - | - | - |
| Para os censos de 1962 a 2006 a população legal corresponde à popolução sem duplicidades, segundo define o INSEE. |      |      |      |      |      |   |   |   |